# اتصال شکاف
اتصال شکاف‌ (به انگلیسی: gap junctions)، یک ارتباط بین سلولی تخصصی در انواع زیادی از سلول‌های جانوری است. این اتصال‌ها، سیتوپلاسم دو سلول را به یکدیگر ارتباط می‌دهد و می‌تواند مولکول‌های مختلف کوچک، یون‌ها، الکترولیت‌ها، تعداد زیادی از پیش‌سازهای ماکرومولکول‌های سلولی با وزن مولکولی پایین و پیامبرهای ثانویه مانند کلسیم، cAMP و IP3 که متابولیسم سلولی را تنظیم می‌کند را عبور دهند. هر اتصال شکاف از دو کانکسون و هر کانکسون به تنهایی از شش کانکسین تشکیل شده است.
در بافت عصبی، برخی نورون‌ها توسط این اتصال‌ها به یکدیگر متصل می‌شوند و یون‌ها را به سرعت عبور می‌دهند و سبب انتقال خیلی سریع پیام‌های الکتریکی می‌شوند. همچنین در بافت‌های غیرعصبی، به فعالیت‌های الکتریکی و متابولیکی بسیاری از سلول‌ها کمک می‌کنند. به‌طور مثال، در قلب اتصال‌های شکاف سریع پیام‌های یونی را بین سلول‌های عضلانی که به‌طور محکم از طریق دسموزوم‌ها به هم متصل هستند، عبور می‌دهند. به علت اینکه بسیاری از پیامبرهای ثانویه می‌توانند بین سلول‌ها از طریق این اتصال‌ها عبور کنند، تحریک هورمونی یک سلول می‌تواند سبب تحریک تعداد زیادی از سلول‌های مجاورش شود.